# Championnat de Suisse de football de quatrième division
La quatrième division du championnat suisse de football a actuellement pour nom 1re Ligue Classic et comprend 3 groupes de 16 équipes, soit 48 équipes au total. Depuis la saison 2012-2013, la 1re Ligue est la 4e division du championnat suisse de football à la suite de la création de la Promotion League.

## Historique

### Noms successifs
Depuis sa création, en 1931, elle s'est appelée successivement :
- 1931-1944 : 3e ligue
- 1944-2000 : 2e ligue
- 2000-2012 : 2e ligue interrégionale (création de la Ligue amateur en 2000)
- 2012-2014 : 1re Ligue classique
- 2014-2022 : 1re Ligue
- Depuis 2022 : 1re Ligue Classic

## Organisation

### Participants
Le championnat de 1re ligue est disputé par 48 équipes réparties en trois groupes de 16 équipes. Parmi ces clubs, certains sont des équipes M21, c'est-à-dire une équipe de jeunes d'un club.
Les participants de la saison 2025-2026 sont les suivants :
| Club                    | Classement 2024-2025       |
| ----------------------- | -------------------------- |
| Lancy FC                | 2e Gr.1                    |
| FC Prishtina Berne      | 2e Gr.2                    |
| Meyrin FC               | 3e Gr.1                    |
| CS Chênois              | 4e Gr.1                    |
| Servette FC M21         | 5e Gr.1                    |
| FC Échallens Région     | 6e Gr.1                    |
| FC Portalban/Gletterens | 7e Gr.1                    |
| FC Naters               | 8e Gr.1                    |
| FC Sion II              | 9e Gr.1                    |
| FC Stade-Payerne        | 10e Gr.1                   |
| FC Monthey              | 11e Gr.1                   |
| FC La Sarraz-Eclépens   | 12e Gr.1                   |
| FC La Chaux-de-Fonds    | 13e Gr.1                   |
| FC Coffrane             | 14e Gr.1                   |
| FC Amical Saint-Prex    | 1re Gr.1 (2e ligue inter.) |
| FC Martigny-Sports      | 2e Gr.1 (2e ligue inter.)  |

| Club                | Classement 2024-2025       |
| ------------------- | -------------------------- |
| SR Delémont         | 18e (PL)                   |
| Grasshopper M21     | 1re Gr.2                   |
| FC Schötz           | 3e Gr.2                    |
| FC Black Stars      | 4e Gr.2                    |
| FC Courtételle      | 5e Gr.2                    |
| FC Soleure          | 6e Gr.2                    |
| FC Münsingen        | 7e Gr.2                    |
| FC Langenthal       | 9e Gr.2                    |
| FC Bassecourt       | 10e Gr.2                   |
| FC Wohlen           | 11e Gr.2                   |
| FC Concordia Bâle   | 12e Gr.2                   |
| SV Muttenz          | 13e Gr.2                   |
| FC Besa Biel/Bienne | 14e Gr.2                   |
| BSC Old Boys        | 1er Gr.2 (2e ligue inter.) |
| Zug 94              | 1er Gr.3 (2e ligue inter.) |
| SC Buochs           | 2e Gr.3 (2e ligue inter.)  |

| Club                      | Classement 2024-2025     |
| ------------------------- | ------------------------ |
| FC Baden                  | 18e (PL)                 |
| SC Young Fellows Juventus | 2e Gr.3                  |
| FC Wettswil-Bonstetten    | 3e Gr.3                  |
| FC Saint-Gall M21         | 4e Gr.3                  |
| FC Winterthour M21        | 5e Gr.3                  |
| FC Collina d'Oro          | 6e Gr.3                  |
| FC Tuggen                 | 7e Gr.3                  |
| FC Dietikon               | 8e Gr.2                  |
| AC Taverne                | 8e Gr.3                  |
| FC Kosova                 | 9e Gr.2                  |
| USV Eschen/Mauren         | 10e Gr.3                 |
| SV Höngg                  | 11e Gr.3                 |
| FC Freienbach             | 12e Gr.3                 |
| SV Schaffhouse            | 13e Gr.3                 |
| FC Mendrisio              | 14e Gr.3                 |
| FC Widnau                 | 1er Gr.4 (2e Ligue Int.) |

## Promotion et relégation
- Les deux premiers de chaque groupe ainsi que les deux meilleurs troisièmes participent à des matchs de barrage sous la forme de quatre demi-finales et deux finales en matchs aller-retour. Le vainqueur de chaque finale est promu en Promotion League.
- À l'issue du championnat, les deux derniers de chaque groupe sont relégués en 2e Ligue interrégionale.

## Palmarès
| Saison    | Groupe 1                | Groupe 2                  | Groupe 3               | Promus | Relégués                                                                                 |
| --------- | ----------------------- | ------------------------- | ---------------------- | --- | ---------------------------------------------------------------------------------------- |
| 2001-2002 | FC Colombier            | FC Schaffhouse            | FC Malcantone Agno     | FC Wohlen FC Schaffhouse |                                                                                          |
| 2002-2003 | Meyrin FC               | SC Young Fellows Juventus | FC Malcantone Agno     | FC Bulle FC Chiasso Meyrin FC FC Malcantone Agno SC Young Fellows Juventus                                                                                      | FC Rapperswil-Jona                                                                       |
| 2003-2004 | Étoile Carouge FC       | SC Young Fellows Juventus | FC Locarno             | FC Baulmes SC Young Fellows Juventus | FC Altstetten Vevey-Sports                                                               |
| 2004-2005 | FC Lausanne-Sport       | FC Biel-Bienne            | FC Tuggen              | FC Lausanne-Sport FC Locarno |                                                                                          |
| 2005-2006 | Servette FC             | FC Biel-Bienne            | FC Tuggen              | SR Delémont Servette FC |                                                                                          |
| 2006-2007 | Étoile Carouge FC       | FC Bâle II                | FC Red Star Zurich     | FC Gossau SC Cham |                                                                                          |
| 2007-2008 | FC Stade Nyonnais       | FC Bâle II                | FC Baden               | FC Biel-Bienne FC Stade Nyonnais | FC Brugg SC Zofingen                                                                     |
| 2008-2009 | Étoile Carouge FC       | FC Bâle II                | FC Chiasso             | FC Le Mont SC Kriens | FC Red Star Zurich FC La Tour-le-Pâquier                                                 |
| 2009-2010 | FC Sion II              | SC Young Fellows Juventus | FC Chiasso             | FC Chiasso SR Delémont | SC Cham FC Emmenbrücke                                                                   |
| 2010-2011 | Meyrin FC               | FC Schötz                 | SC Brühl Saint-Gall    | Étoile Carouge FC SC Brühl Saint-Gall | SC Bümpliz 78 CS Chênois US Terre-Sainte FC Laufen SC Buochs Zug 94                      |
| 2011-2012 | FC Sion II              | BSC Old Boys              | FC Tuggen              | FC Fribourg Yverdon-Sport FC BSC Old Boys FC Breitenrain FC Tuggen FC Schaffhouse SC Young Fellows Juventus FC Sion II FC Bâle II FC Zurich II FC Saint-Gall II | Pas de relégué                                                                           |
| 2012-2013 | FC Le Mont              | FC Baden                  | SC Cham                | FC Le Mont FC Köniz | Urania Genève Sport ES Malley SV Muttenz SC Dornach FC Kreuzlingen GC Biaschesi          |
| 2013-2014 | SC Guin                 | Neuchâtel Xamax FCS       | USV Eschen/Mauren      | Neuchâtel Xamax FCS FC Rapperswil-Jona | FC Bulle SC Zofingen FC Thoune II FC Coire 97 SV Höngg                                   |
| 2014-2015 | FC Stade Lausanne Ouchy | SC Cham                   | FC Wettswil-Bonstetten | SC Cham SC Kriens | Meyrin FC FC Monthey FC Concordia Bâle FC Granges FC Lugano II AC Taverne                |
| 2015-2016 | FC Stade Lausanne Ouchy | FC Münsingen              | FC Baden               | FC La Chaux-de-Fonds FC Bavois FC United Zurich | Signal FC Bernex-Confignon US Terre Sainte FC Berne FC Dietikon FC Kosova                |
| 2016-2017 | Yverdon-Sport FC        | FC Lucerne II             | FC Gossau              | FC Stade Lausanne Ouchy Yverdon-Sport FC | FC La Sarraz-Eclépens FC Wangen bei Olten FC Muri FC Seefeld ZH FC Locarno               |
| 2017-2018 | BSC Young Boys II       | FC Soleure                | AC Bellinzone          | AC Bellinzone FC Münsingen | SC Guin FC Portalban-Gletterens FC Sursee Kickers Lucerne FC Seuzach FC Balzers          |
| 2018-2019 | Étoile Carouge FC       | FC Black Stars            | FC Baden               | Étoile Carouge FC FC Black Stars | FC Thoune II FC Fribourg SC Zofingen BSC Old Boys FC Mendrisio FC United Zurich          |
| 2019-2020 | FC Lausanne-Sport II    | SR Delémont               | FC Tuggen              | Pas de promu | Pas de relégué                                                                           |
| 2020-2021 | BSC Young Boys II       | FC Biel-Bienne            | FC Wettswil-Bonstetten | BSC Young Boys II FC Biel-Bienne | FC Azzurri 90 LS Olympique de Genève FC SV Muttenz FC Gossau Red Star Zurich FC Dietikon |
| 2021-2022 | FC Échallens Région     | FC Wohlen                 | FC Baden               | FC Bulle FC Baden FC Saint-Gall II FC Lucerne II | Team Vaud Lancy FC Zug 94 SC Buochs FC Thalwil FC Balzers                                |
| 2022-2023 | Servette FC II          | SR Delémont               | FC Paradiso            | Servette FC II SR Delémont FC Paradiso FC Lugano II | FC Concordia Lausanne FC Martigny-Sports SC Dornach FC Weesen                            |
| 2023-2024 | FC Grand-Saconnex       | FC Schötz                 | FC Tuggen              | FC Grand-Saconnex Vevey-Sports | Pully Football US Terre-Sainte FC Emmenbrücke FC Muri FC Balzers FC Gossau               |
| 2024-2025 | FC Lausanne-Sport M21   | Grasshopper II            | FC Kreuzlingen         | FC Lausanne-Sport M21 FC Kreuzlingen | FC Köniz Yverdon-Sport FC II FC Thoune II FC Rotkreuz FC Linth 04 FC Uzwil               |